# Corea (enfermedad)
Corea o Chorea sancti viti (del latín Baile de San Vito) es un término usado para un grupo de trastornos neurológicos denominados disquinesia, caracterizados por movimientos involuntarios anormales de los pies y manos, vagamente comparables a bailar o tocar el piano. Se presenta por contracciones irregulares que no son repetitivas ni rítmicas, pero parecen fluir de un músculo al siguiente. La palabra corea proviene del griego "khoreia", una forma de baile, raíz del que se deriva, por ejemplo, la palabra coreografía. Incluye temblor cefálico segmentario.

## Clasificación
La corea tiene variadas presentaciones, y el conocimiento de las características de cada trastorno coreico es la clave para el diagnóstico apropiado.

### Coreas genéticamente determinadas
- Enfermedad de Huntington: desencadenada por una mutación genética que destruye paulatinamente regiones específicas del cerebro. Se trata de una enfermedad autosómica dominante, lo cual quiere decir que existe un 50 % de posibilidades de que los hijos tengan la enfermedad. En esta enfermedad se ve afectado el gen huntigtin, donde se producen una serie de repeticiones del triplete CAG. A más repeticiones, más serios serán los síntomas. Hay que tener en cuenta el término penetrancia, de gran importancia en esta enfermedad: presenta penetrancia incompleta. Esto quiere decir que dependiendo del número de repeticiones que tenga este gen la enfermedad se presentará o no.
- Corea familiar benigna: por lo general no suele ser progresiva y no cursa con deterioro mental.
- Atrofia dentato-rubro-pálido-luisiana: trastorno específico de Japón.[2]
- Coreoatetosis invertida familiar: combinación de los movimientos coreicos y atetosis hereditaria.
- Neuroacantocitosis: enfermedad autosómica recesiva.[3]

### Idiopáticas
- Corea benigna familiar
- Coreoatetosis invertida familiar

### Secundarias
| Infecciosas | Sistémicas | Intoxicaciones                                                | Otras |
| --- | --- | ------------------------------------------------------------- | --- |
| - Reumática - Borreliosis - Encefalitis por herpesvirus - Enfermedad de Wilson - Enfermedad de Lesch-Nyhan - Galactosemia - Fenilcetonuria - Aciduria glutárica - Gangliosidosis | - Hiper/hipoglucemia - Lúpica - Policitemia - Tumores de los ganglios basales (baja incidencia) - Síndrome antifosfolípidos - Enfermedad celíaca o sensibilidad al gluten no celíaca | - Monóxido de carbono - Alcohol etílico - Manganeso y tolueno | - Enfermedad de Joseph - Enfermedad de Moyamoya - Hipertiroidismo - Hiper/hiponatremia - Hipomagnesemia - Déficit de tiamina - Déficit de niacina - Mastocitosis - Hematoma intracraneal - Secundaria a cirugía cardiaca con hipotermia -Chorea gravidarum |

## Epidemiología
La prevalencia en Europa y Estados Unidos está entre 7-10 casos por cada 100 000 habitantes (30 000 casos de enfermedad de Huntington), afectando por igual a ambos sexos. La edad media de inicio de 38 años (2.ª-7ª décadas de la vida). La muerte sobreviene entre los 13-17 años tras el inicio del cuadro clínico.
La velocidad de progresión y la edad de inicio varía de una persona a otra y de la causa del trastorno. El inicio de enfermedad de Huntington clásica o del adulto, por ejemplo, se da a la mediana edad. Otros tipos congénitos aparecen en edades muy tempranas. Hay otras variaciones de corea distinguibles no tanto por el inicio de enfermedad, sino por los síntomas. Por ejemplo, algunos desarrollan la enfermedad como adultos, otros en su juventud, y aún otros en la tercera edad o más avanzada.

### Corea forma infantil < 10 años (1-3%)
Tiende a ser más frecuente en niñas; en un estudio en comunidades de la ciudad de Valencia, la observación de la aparición temprana de manifestaciones clínicas con mayor fuerza en el estrato femenino a partir de una transmisión paterna evidenciada, plantea la hipótesis de una sinergia entre el sexo del paciente (femenino) y antecedentes familiares (paternos) respecto al adelantamiento de síntomas y manifestaciones patológicas.
Entre el 75-80 % de los pacientes con formas juveniles de la enfermedad de Huntington, el progenitor afectado es el padre. Pueden parecer rígidos y con pocos movimientos, o ninguno: aquinesia-rígida o variante de Westphal.

### Corea de inicio temprano o Juvenil: aparición en jóvenes
Algunos desarrollan corea a una edad temprana; <20 años. Un signo común es el rápido declive en el funcionamiento escolar. Cambios sutiles en la escritura y ligeros problemas con los movimientos, tales como rapidez, rigidez, temblores y sacudidas musculares rápidas (mioclonías), con convulsiones y discapacidades mentales. La enfermedad progresa más rápidamente en la enfermedad de Huntington juvenil, y la muerte puede ocurrir dentro de los 10 primeros años de vida.

### Corea senil
Presenta movimientos coreicos con genética normal y déficit de historia familiar. Hipótesis:
- Mutación de un gen diferente, aún no señalado.
- Inicio tardío de enfermedad de Huntigton u otras coreas primarias.

### Recursos en la comunidad
- 1. Ayuda legal y social.
- 2. Servicio de ayuda en domicilio: persona dedicada al cuidado del enfermo.
- 3. Centros de recreación y trabajo.
- 4. Grupos de atención domiciliaria, especialmente frecuente en pequeñas comunidades; atendido por un residente:
  - comidas
  - actividades sociales
  - transporte local
- 5. Cuidados en instituciones.

## Anatomía patológica
Existen diversos elementos patológicos que están presentes en las diversas formas de corea, todas establecidas en núcleos cerebrales que forman los ganglios basales. Por ejemplo, la atrofia cortical está en relación directa con el grado de evolución de la enfermedad. Es característica la atrofia del cuerpo estriado, fundamentalmente del núcleo caudado.
Puede haber también un incremento del tamaño de las astas frontales de los ventrículos laterales al perder la impronta de la cabeza del núcleo caudado. Enfermedades vasculares, neoplásicas, infecciosas o inflamatorias son algunos ejemplos de trastornos a nivel de los gánglios basales que conllevan a corea.

### Cambios neuroquímicos
Lesión microscópica característica: el proceso degenerativo recae electivamente en las neuronas estriatales espinosas de mediano tamaño. Estas neuronas contienen GABA, sustancia P, encefalinas y dinorfinas y se proyectan tanto al globo pálido, como a la sustancia negra. Por lo general, las interneuronas estriatales y sus neurotransmisores se encuentran preservados.
Las neuronas afectadas por el proceso degenerativo se caracterizan por recibir abundantes eferencias glutamatérgicas a partir de la neocorteza. El patrón de muerte neuronal de la enfermedad de Huntington, por ejemplo, puede reproducirse en animales de experimentación si se les administran agonistas glutamatérgicos que actúan sobre el receptor NMDA (N-metil d-aspartato).
No todos los cambios han sido aclarados o demostrados, una hipótesis afirma que la degeneración de las neuronas espinosas de mediano tamaño aparece en la enfermedad de Huntington como consecuencia de una neurotoxicidad mediada por aminoácidos excitadores como el ácido glutámico, aspartato, o por metabolitos endógenos del triptófano como el ácido quinolínico.
Otras hipótesis se basan en el posible papel del estrés oxidativo y de las alteraciones de la función mitocondrial. En la RMN espectroscópica se ha observado un aumento del lactato en córtex y del cociente lactato/piruvato en el LCR de pacientes con la enfermedad de Huntington, lo que sugiere la existencia de una disminución del metabolismo energético, que se corrige mediante tratamiento con coenzima Q10.

### Fisiopatología
La disfunción estriatal, contraria a la que caracteriza a la enfermedad de Parkinson, justifica las hipercinesias. La PET ha demostrado una reducción del metabolismo estriatal incluso en pacientes con enfermedad de Huntington presintomática en los que la Tomografía craneal todavía no revela atrofia del núcleo caudado. La degeneración neocortical y basal, fundamentalmente del núcleo caudado, constituye el sustrato fisiopatológico de la demencia. Puede presentarse de este modo, con hiperdensidad estriatal, en mujeres ancianas hiperglicémicas sin enfermedad de Huntington.

### Yatrógenas
Medicamentos que, en algunos pacientes puede inducir los signos y síntomas de una corea, por lo general meses después del comienzo de su uso, incluyen:
- Estrógenos, a cualquier dosis y se resuelve con el fin del uso del fármaco.[11]
- Anticonceptivos, efectos secundarios, igual que la anterior.[16]
- Hidantoínas.[17]
- Pemolina, estimulador del SNC.[18]

## Cuadro clínico
La persona o su familia nota cambios de humor, irritable, apático, pasivo, deprimido o enfadado. Estos cambios van disminuyendo con la progresión de la enfermedad o, en algunos individuos, pueden continuar e incluir explosiones hostiles o ataques profundos de depresión. Puede en algunos casos presentar afectación del juicio, memoria y otras funciones cognitivas.

### Signos tempranos
- Problemas con la conducción
- Dificultad en el aprendizaje de nuevas cosas
- Mal recuerdo de un hecho
- Contestar mal a preguntas
- Tomar decisiones inadecuadas
- Cambios en la escritura

Con la progresión de la enfermedad, las tareas que requieren concentración e inteligencia adquieren mayor dificultad.

### Manifestaciones cardinales
Las alteraciones del movimiento en la enfermedad de Huntigton, por ejemplo, se han correlacionado con la degeneración de las neuronas con dendritas espinosas del cuerpo estriado, mientras que las bases neuropatológicas de las alteraciones cognitivas y conductuales son todavía un punto de controversia, relacionándose tanto con la patología de la corteza prefrontal como del núcleo caudado.
Los pacientes con inicio temprano (15-40 años), por lo general cursan con los cuadros clínicos más graves.
- Temblor cefálico segmentario.
- Discinesia coreica:
  - Los movimientos involuntarios que se detectan en los exámenes neurológicos son pobremente percibidos por los propios pacientes. Se intensifican con la ansiedad.
  - En algunos individuos, la enfermedad comienza con movimientos incontrolados de dedos, pies, cara, o tronco.
  - La discinesia afecta la musculatura axial y apendicular, menos rápida y más atetósica que en la corea de Sydenham.
  - Pueden tropezarse o parecer descoordinados.
  - Disartria coreica. El habla se vuelve dificultosa debido a movimientos coreoatetósicos de la lengua, labios, laringe, paladar, faringe, diafragma y tórax.
  - Anormalidades en los movimientos oculares. Dificultad para el seguimiento de un objeto móvil. Difiere según estadio y duración de la enfermedad.

- Trastornos neuropsicológicos variables:

Afectación del juicio, memoria y otras funciones cognitivas. Otros pacientes son conscientes de su entorno y capaces de expresar emociones.
- Modificaciones de la personalidad.
  - Depresión.
  - Alta incidencia de suicidio en las familias que padecen estas enfermedades.
  - Graves trastornos psicóticos que suelen ir paralelos a la corea.
  - La demencia establecida es de tipo «subcortical», con preservación: facias, praxias, gnosias.

- Síndromes psiquiátricos:
  - Manía
  - Esquizofrenia
  - Paranoia
  - Ansiedad
  - Vagas quejas somáticas
  - Trastorno explosivo intermitente
  - Trastorno obsesivo-compulsivo
  - Trastorno de personalidad orgánica

Con la progresión, las funciones vitales como lavarse, comer, comunicarse y especialmente andar, van deteriorándose. A veces, aparece cierta disfagia por disfunción de la musculatura faríngea y esofágica superior. El curso clínico invariablemente progresivo, se ve más rápido en las formas de inicio juvenil. La duración media de la enfermedad es de 19 años (10-30 años).
- Causas de mortalidad:
  - Infecciones (aspiración y neumonías).
  - Traumas relacionados por caídas.
  - Sepsis relacionadas con las úlceras por posición en decúbito.
  - Otras complicaciones.

- Variante de Westphal:
  - Comienzo en la niñez.
  - Rigidez, en lugar de corea, y otras manifestaciones ausentes en la variante clásica.
  - Crisis comiciales, particularmente cuando la edad de inicio <10 años.
  - Ataxia cerebelosa.
  - Marcada alteración intelectual o retraso mental, muy marcado y precoz.
  - Pérdida de expresión facial.
  - Parálisis de la mirada hacia arriba.
  - La transmisión es por vía paterna.
  - Menor grado de supervivencia.

## Diagnóstico
La sospecha se inicia con la aparición de tics, incontrolables e inexplicables. En el caso aislado, el diagnóstico puede considerar:
- la corea de Sydenham (dentro del espectro de la fiebre reumática)
- las discinesias coreicas inducidas por fármacos
  - el uso crónico de neurolépticos o disquinesia tardía,
  - la administración de agonistas dopaminérgicos en dosis excesivas en enfermedad de Parkinson
- la enfermedad de Wilson
- la coreoacantocitosis (transmisión autosómica recesiva)
- el hipertiroidismo
- los síndromes coreicos secundarios a lesiones estructurales (p. ej., infartos o encefalitis).

El infarto del núcleo subtalámico origina movimientos coreicos unilaterales y graves (hemibalismo) de inicio súbito, que suelen ir cediendo semanas o meses tras el ictus.
Cuando la investigación genealógica es positiva, el posible diagnóstico de corea debe plantearse con la corea familiar benigna.

### Corea familiar benigna
Se inicia generalmente en el lactante, movimientos corporales persistentes simétricos y no progresivo, afectando preferentemente a las extremidades, cabeza y tronco. Tiende a ser fluctuante, pero no paroxística repentina con incidencia familiar. Expresividad variable (inter-intrafamiliar). Por lo general no se presenta con afectación intelectual ni otros signos neurológicos, excepto temblor. 
- Causa conocida (trauma perinatal, fármacos, etc.)
- Anomalías en exámenes complementarios (TAC: atrofia del caudado)

### Patrón de deterioro cognitivo en posibles corea
Perfil del deterioro de la escala de inteligencia (WAIS):
- Cálculo mental (aritmética)
- Memoria verbal inmediata y span verbal (dígitos)
- Velocidad motora y memoria visual inmediata (claves)
- Secuenciación y funciones visuoperceptivas (historietas)
- Factor atencional
- Funciones visuoperceptivas y visuoespaciales (rompecabezas)

#### Funciones mnésicas
- Alteración de la memoria verbal inmediata
- Alteración de la memoria visual a corto y largo plazo
- Alteración de la memoria episódica a corto y largo plazo
- Alteración de la memoria semántica
- Alteración de la memoria remota para hechos y visuoespacial
- Alteración de la memoria retrógrada sin gradiente temporal
- Alteración del aprendizaje procedimental
- Mejor capacidad de reconocimiento versus la evocación
- Capacidad para beneficiarse de ayudas mnemotécnicas
- Alteración del aprendizaje incidental

#### Funciones lingüísticas
- Disartria hipercinética
- Dificultad en el control de la duración de las sílabas y frases
- Alteración de la repetición
- Alteración de la fluencia verbal
- Reducción de palabras en el lenguaje espontáneo y de la línea melódica
- Relativa preservación de la denominación
- Alteración de la forma gramatical
- Disminución de su lenguaje narrativo escrito

#### Funciones visuoespaciales
- Alteración del procesamiento visuoespacial general
- Alteración de la integración perceptivo-motora
- Alteración de la capacidad de rotación espacial
- Alteración de la capacidad de discriminación espacial
- Alteración de la percepción espacial egocéntrica
- Alteración de la coordinación visuomotora
- Alteración de la orientación derecha-izquierda

#### Funciones frontales
- Incapacidad para poder planificar y programar actividades
- Rigidez de conducta
- Baja conciencia de la enfermedad
- Disminución de la fluencia fonética y semántica
- Incapacidad para compensar el ajuste postural
- Pérdida de flexibilidad cognitiva y conductual. Tendencia a perseverar
- Alteración en la formación de conceptos
- Alteración en tareas de alternancia de respuesta

## Tratamiento
No hay un tratamiento específico para las coreas irreversibles, y el curso de la enfermedad no se ve modificado por la terapia médica ni quirúrgica. Actualmente se están realizando ensayos sobre posibles tratamientos específicos, entre ellos los basados en el estudio de los niveles del GABA.
En vista de la reducción de los niveles de GABA el sistema extrapiramidal en pacientes con enfermedad de Huntington, si se administra GABA vía oral en dosis de hasta 32 g, solo se observa mejoría en <50 % de los pacientes tratados. El baclofén también se ha usado por su acción tipo GABA en la inhibición de la liberación de glutamato. La hormona ACTH administrada oralmente, en un esfuerzo por incrementar el nivel de la hormona a nivel cerebral, se ha usado sin éxito. Se ha intentado el uso de antagonistas específicos de los receptores D-2 en el tratamiento de la enfermedad de Hungtington, presentando una disminución de la corea, pero sin obtener mejoría funcional.

### Tratamiento sintomático
El tratamiento de los movimientos coreicos se pueden disminuir usando reserpina, haloperidol o tetrabenacina. En casos de corea secundarios, por lo general al tratar la causa primaria, se reduce y mejoran los síntomas.
La corea puede ser un síntoma incapacitante, provocando caídas, fracturas, hematomas al afectar la marcha. Algunos pacientes expresan el deseo de ser tratados por razones estéticas y sociales. En esos casos el tratamiento con neurolépticos de gran potencia, como el haloperidol y la flufenacina puede estar indicado, pero existen importantes efectos adversos. Estos fármacos pueden exacerbar las alteraciones de los movimientos voluntarios, e incrementar la morbilidad aumentando la rigidez, la sedación y apatía de estos pacientes.
La terapia no farmacológica también debe ser considerada. Por ejemplo, sujetar (con peso) las muñecas puede disminuir la amplitud de la corea y permitir un mayor control de los movimientos.
Agentes reductores de dopamina como la reserpina y la tetrabenacina representan otra opción en el tratamiento de la corea (disminuyen los niveles de dopamina en su respectivo receptor). La reserpina puede inducir depresión, y el estado afectivo de los pacientes, tratados con la misma, debe ser monitorizado cuidadosamente.
Las benzodiacepinas (clonacepam) pueden usarse también en el tratamiento de la corea, y ser beneficiosas en la fase avanzada de la enfermedad, donde los neurolépticos tienen menores efectos.

### Tratamiento de las alteraciones cognitivas
No hay tratamiento farmacológico conocido para aquellos casos de corea que presenten con demencia. Los pacientes pueden ser instruidos para tomar notas, recordatorios, y tareas secuenciales de forma que puedan concentrarse cada vez más en una. Las tareas cognitivas complejas deben minimizarse. Complejos o nuevos entornos, sobremedicación, delirio franco, y depresión exacerbarán la disfunción cognitiva.
Como cualquier otro desorden neuropsiquiátrico el tratamiento debe iniciarse con pequeñas dosis, que se ajustarán de forma progresiva, mientras los pacientes son controlados cuidadosamente por si aparecen efectos adversos, en particular, delirios. Deben investigarse las ideas de suicidio.
La adición de medicación antipsicótica (neuroléptica) está indicada en pacientes depresivos con alucinaciones. La clozapina y otros neurolépticos pueden tener la ventaja sobre los neurolépticos tradicionales como el haloperidol, de causar menos efectos extrapiramidales y no empeorar las alteraciones de los movimientos voluntarios.
La terapia electroconvulsiva está indicada en pacientes depresivos refractarios al tratamiento farmacológico, pacientes con alucinaciones o los que presentan un alto riesgo de suicidio.